# Teluk Kelasa
Teluk Kelasa is een bestuurslaag in het regentschap Indragiri Hilir van de provincie Riau, Indonesië. Teluk Kelasa telt 3921 inwoners (volkstelling 2010).